# Dorit Bearach
Dorit Bearach (* 1958 in Tel Aviv, Israel) ist eine deutsche Malerin und Graphikerin.

## Leben
Dorit Bearach wurde 1958 im israelischen Tel Aviv geboren. Sie kam 1980 nach Dresden und studierte an der dort ansässigen
Hochschule für Bildende Künste bei Günter Horlbeck und Siegfried Klotz Malerei und Graphik. 1985 schloss sie ihr Studium ab. Seither arbeitet sie als freischaffende Künstlerin und Kuratorin in Berlin.
Dorit Bearach war Stipendiatin des Kantons Graubünden in der Schweiz (2003)
und Gast beim International Terracottasymposium 2011, sowie dem 9th International Art Workshop (2018) in Eskişehir / Türkei.
2005 erhielt sie den Brandenburgischen Kunstpreis der Märkischen Oderzeitung, 2019 den „Hans und Lea Grundig Preis“ der Rosa-Luxemburg-Stiftung. Ihre Werke befinden sich in  öffentlichen und privaten Sammlungen u. a. Kupferstichkabinett Berlin, Brandenburgisches Landesmuseum für Moderne Kunst (BLMK),  Kulturstiftung Rügen, Potsdam Museum, Berliner Senat und Sammlung Meitlis, Tel Aviv.

## Ausstellungen (Auswahl)
- 2022: "aurum nigrum", Galerie Pankow, Berlin
- 2020: „fremde Lieben“, Galerie K52, Berlin[5]
- 2018: „Wegstück geteert“, Schul- und Bethaus Altlangsow/Brandenburg[6]
- 2017: „zu zweit“, Galerie Zeisler, Berlin
- 2016: „Farbräume“, Forum Amalienpark, Berlin[7]
- 2015: „Teer und Bronze“, Bautzener Kunstverein e. V., Bautzen
- 2014: „Dunkles Gold“, Galerie 4D, Leipzig
- 2012: Festspielhaus Hellerau, Dresden
- 2011 „Guten Tag und wieder Sehen“, Galerie Parterre, Berlin[8]
- 2008: Kunstmesse „Berliner Liste“, Einzelausstellung mit Galerie Zeisler
- 2008: „fifty-fifty“, Galerie Alte Schule, Berlin[9]
- 2006: „am Fluß“, Kunsthalle Luckenwalde, Luckenwalde
- 2005: „black & blue“, Galerie Grünstraße, Berlin
- 2005: „da, zwischen ...“, Friedenskirche, Frankfurt/Oder[10]
- 2003: „vergessene Werte“, Museum Junge Kunst, Frankfurt/Oder
- 1998: „Viadukt“, Galerie Mitte, Berlin
- 1996: „Tiramisú“, Galerie im Turm, Berlin
- 1994: Schloss Sonderborg, Dänemark
- 1987: Galerie im Schlosspavillon, Ismaning
- 1987: „Tempéraments - Jeunes artistes de Berlin - Peinture-Graphique-Plastique“; Centre culturel de la R.D.A. Paris

## Kuratorische Projekte (Auswahl)
- 2020: „Finale.“ Galerie Alte Schule, Berlin: Michael Augustinski, Stefka Ammon, Horst Bartnig, Dorit Bearach, Anna Braun, Ingmar Bruhn, Reinhard Buch, Liz Crossley, Flavio Degen, Michael De Maiziere, Wolfgang Domröse, Christina Düwel, Andrea Engelmann, Florian Flierl, Dieter Goltzsche, Reinhard Grimm, Sylvia Hagen, Thomas Habedank, Heinz Handschick, Ralf Jenke, Jürgen Köhler, Sebastian Körbs, Georg Krause, Gudrun Kühne, Michael Kutzner, Helge Leiberg, Angelika Ludwig, Monika Meiser, Sibylle Meister, Felix Müller, Barbara Müller-Kageler, Lorcan O’Byrne, Hans Scheib, Alexander Schippel, Peter Schnaak, Jutta Schölzel, Anna-Franziska Schwarzbach, Kerstin Seltmann, Reinhard Stangl, Henry Stöcker, Andreas Trogisch, Kata Unger, Trak Wendisch, Peter Weinreich, Bernd Wilde, Karla Woisnitza.[11]
- 2020: „La Primavera.“ Galerie Alte Schule, Berlin: Emiliano Baiocchi, Frank Diersch, Berenice Güttler, Elena Karakitsou, Sebastian Körbs, Yannis Malegiannakis, Lydia Paasche.[12]
- 2019: „Karawane ins Abendland.“ Galerie Alte Schule, Berlin: Zeliha Akçaoğlu, Stefka Ammon, Michael Augustinski, Dorit Bearach, Dieter Goltzsche, Fethiye Gonca İlbeyi Demir, Heike Hamann, Semih Kaplan, Sebastian Körbs, Georg Krause, Gudrun Kühne, Christine Lübge, Lydia Paasche, Judith Püschel, Nuria Quevedo, Özgür Soğancı, Melike Taşçıoğlu, Bilgihan Uzuner, Cemalettin Yıldız.[13]
- 2019: „Wohin Und Zurück.“ Galerie Alte Schule, Berlin: Kedron Barrett, Liz Crossley, Uros Djurovic, Marianne Gielen, Gerd Sonntag, Marion Stille, Dorit Trebeljahr, Martin Weinhold, Peter Weinreich.
- 2018: „Märzenbecherduft.“ Galerie Alte Schule, Berlin: Ibrahim Demirel, Uroś Djurovič, Dorit Bearach, Joachim Böttcher, Ingmar Bruhn,  Reinhard Buch, Reinhardt Grimm, Eberhard Hartwig, Ulrike Hogrebe, Semih Kaplan, Coco Kühn, Mi-Kyung Lee, Regina Nieke, Judith Püschel, Nuria Quevedo, Anton Schwarzbach, Marion Stille, Ehrhard Thoms, Dorit Trebeljahr, Christian Ulrich, Bilgehan Usuner, Jürgen Villmow, Martin Weinhold, Bernd Wilde, Manfred Zoller.[14]
- 2014: „Leipziger AllerART.“ Galerie Alte Schule, Berlin: Harald Alff, Frank Degelow, Katja Enders, Sinje Faby, Elisabeth Howey, Jörn Lies, Sebastian Pless, Irene Kiele, Hael Yxxs.[15]
- 2013: „Tête-à-Tête.“ Galerie Alte Schule, Berlin: Malerei, Plastik, Zeichnung, Holzschnitt, Video; Dorit Bearach, Lothar Böhme, Joachim Böttcher, Varda Getzow, Elli Graetz, Elisabeth Howey, Walther Libuda, Marwan, Nuria Quevedo, Otto Sander Tischbein, Trak Wendisch.[16]
- 2012: „Lichtfang - Foto / Grafie.“ Galerie Alte Schule, Berlin: Kurt Buchwald, Norma Drimmer, Marie-Luise Faber, Francis Goeller, Vincent Hansen, Richard Keuch, Bernd Kunert, Karste Lipp, Dittrich Ottmann, Christoph Radke, Illona Ripke, Sabine Peuckert, Nicolaus Schmidt, Kay Zimmermann, Gerhard Zwickert.[17]
- 2011: „Junges Design in Berlin.“ Galerie Alte Schule, Berlin: Studenten und Absolventen der UDK, der Kunsthochschule Weißensee, sowie der HTW Berlin Produktdesign, Modedesign, Buchgestaltung, Flächendesign, Schmuckdesign.[18]
- 2009: „Corpus delicti.“ Galerie Alte Schule, Berlin: Malerei, Plastik, Zeichnung, Fotografie; L. Böhme, F. Flierl, S. Hagen, J. Köhler, W. Libuda, G. Neumeister, Chr. Radke.[19]
- 2008: „Linie - Raum.“ Galerie Alte Schule, Berlin: Zeichnung, Plastik, Architektur; J. Böttcher, D. Goltzsche, J. Krieger, R. Lieberknecht, A. Meitlis, K. F. Schinkel, N. Schmidt, W. Stötzer, R. Szymanski, K. Wohlhage.[20]
- 2007: „Friends.“ Galerie Alte Schule, Berlin: Hans Scheib, Reinhard Stangl, Peter Herrmann, H.H. Grimmling, Cornelia Schleime, Volker Henze, Frank Hartung, H.O.W. Toppel, Manfred Strehlau, Helge Leiberg, Klaus Dennhard.
- 2006: „Forever Young.“ Galerie Alte Schule, Berlin: M. Gröszer, U. Djurovic, Ph. Dörl, A. Kasten, P. Schnack.[21]
- 2004: „Helvetia 180°“, Galerie Alte Schule, Berlin: zeitgenössische Kunst aus der Schweiz, Laudatio: Catherine Scharf Chevalley, Kulturattaché der Schweizerischen Botschaft

## Publikationen
- aurum nigrum Ausstellungskatalog Hrsg. Galerie Pankow, Berlin, 2022, ISBN 978-3-00-071150-3.
- F. – Jahrhundertwanderungen. Hrsg. Gerlinde Förster. GEDOK, Brandenburg, 2019, ISBN 978-3-934532-88-5.
- ROSA ROT UND HIMMEL BLAU. Annette Tietz, Galerie Pankow, 2017.
- Begegnung mit Pirosmani. Georgisch-Deutsche Gesellschaft, Tblissi, Georgien, anlässlich des 20-jährigen Jubiläums des Goethe-Instituts Georgiens, 2014, ISBN 978-9941-0-7044-0.
- Eva und Adam? St. Marienkirche Frankfurt (Oder), Edition Timpani, 2014, ISBN 978-3-937155-10-4.
- Galerie KUNSTFLÜGEL Rangsdorf 1998–2008. Hrsg. Gerlinde Förster, 2009, ISBN 978-3-934532-32-8.
- Kunst in der Großsiedlung. Bezirksamt Marzahn-Hellersdorf von Berlin, 2008, ISBN 978-3-00-026730-7.
- Kunsthalle Vierseithof in Luckenwalde 1997–2007. Freunde und Förderer der Kunsthalle Vierseithof e. V., 2007, ISBN 978-3-937155-05-0.
- Textbeitrag zum Katalog Silvia Hagen – Skulpturen und Zeichnungen 2002–2007. Hrsg. Sylvia Hagen, 2007, ISBN 978-3-938892-01-5.
- Wochenmarkt und Knochengeld. Bezirksamt Pankow von Berlin, Hrsg. Kathleen Krenzlin, 2006, ISBN 3-936872-83-X.
- Dorit Bearach - Am Fluß. Kunsthalle Vierseithof in Luckenwalde, Edition Timpani, 2006, ISBN 3-937155-04-X.
- Reliquie Mensch – Das Christusbild in der Berliner Gegenwartskunst. Verlag Holländerei, Herausgeber: Christhard-Georg Neubert und Regnerus Steensma, 1997, ISBN 90-803656-1-0.
- Es zählt nur, was ich mache – Gespräche mit bildenden Künstlerinnen aus Ost-Berlin seit 1990. Gerlinde Förster, Verein der Berliner Künstlerinne e. V., 1992, ISBN 3-9802288-3-5.